# Герб Орлова (Кировская область)
Герб Орлова — опознавательно-правовой знак, составленный в соответствии с правилами геральдики, символ города Орлова, который входит в перечень исторических городов России.

## Описание герба
Описание герба:
В верхней части щита герб Вятский, в нижней части в серебряном поле сидящий при реке орёл.

## История герба
11 (22) сентября 1780 года именным указом императрицы Екатерины II было образовано Вятское наместничество с центром в городе Хлынове, переименованном в Вятку. В 1781 году правящий должность герольдмейстера, действительный статский советник А. А. Волков представил гербы городов наместничества на Высочайшее утверждение. Исторический герб Орлова-на-Вятке был Высочайше утверждён 28 мая (8 июня) 1781 года императрицей Екатериной II вместе с другими гербами городов Вятского наместничества.
Решения о возрождении или восстановлении исторического герба Орлова в качестве его официального символа пока не приняты.

## Герб Халтурина
В 1923 году город Орлов-на-Вятке был переименован в город Халту́рин в честь русского революционера Степана Халтурина, родившегося в деревне Халевинской, расположенной в 3 км от Орлова. В 1992 году городу было возвращено историческое название в его современном виде — Орлов.

В 1979 году был утверждён (вероятно, городским Советом народных депутатов) герб Халтурина по проекту В. Березниченко, имеющий следующее описание:
Герб имеет прямоугольную форму и поделён разделительными линиями на 4 части. Сверху слева изображение орла — от старого названия города «Орлов», справа — год основания города — «1459». В нижней части слева год переименования Орлова в г. Халтурин — «1923», справа — совмещенное изображение серпа и молота и факела, символизирующих трудовые дела трудящихся города и революционные традиции, связанные с именем нашего земляка рабочего-революционера Степана Николаевича Халтурина. Здесь же внизу этой части герба изображена лавровая ветвь. Сам герб в нижней части чуть вытянут и по середине имеет небольшое заострение.
После возвращения городу исторического названия, с 1992 года, этот герб вышел из употребления, при этом никаких решений о прекращении его использования принято не было.